# Durbec negre-i-groc
El durbec negre-i-groc (Mycerobas icterioides) és una espècie d'ocell de la família dels fringíl·lids (Fringillidae) que habita boscos i terres de conreu del nord-est de l'Afganistan, nord del Pakistan, nord-oest de l'Índia i centre de Nepal.